# 周汉江
周汉江（1956年6月—）是一位中国人民解放军少将。

## 生平
四川德阳人。汉族。加入中国共产党。国防大学军事指挥专业毕业。
2013年，当选第十二届全国人民代表大会解放军代表。2012年10月，担任辽宁省军区司令员。2016年8月，卸任辽宁省军区司令员。